# Europese Challenge Tour 2009

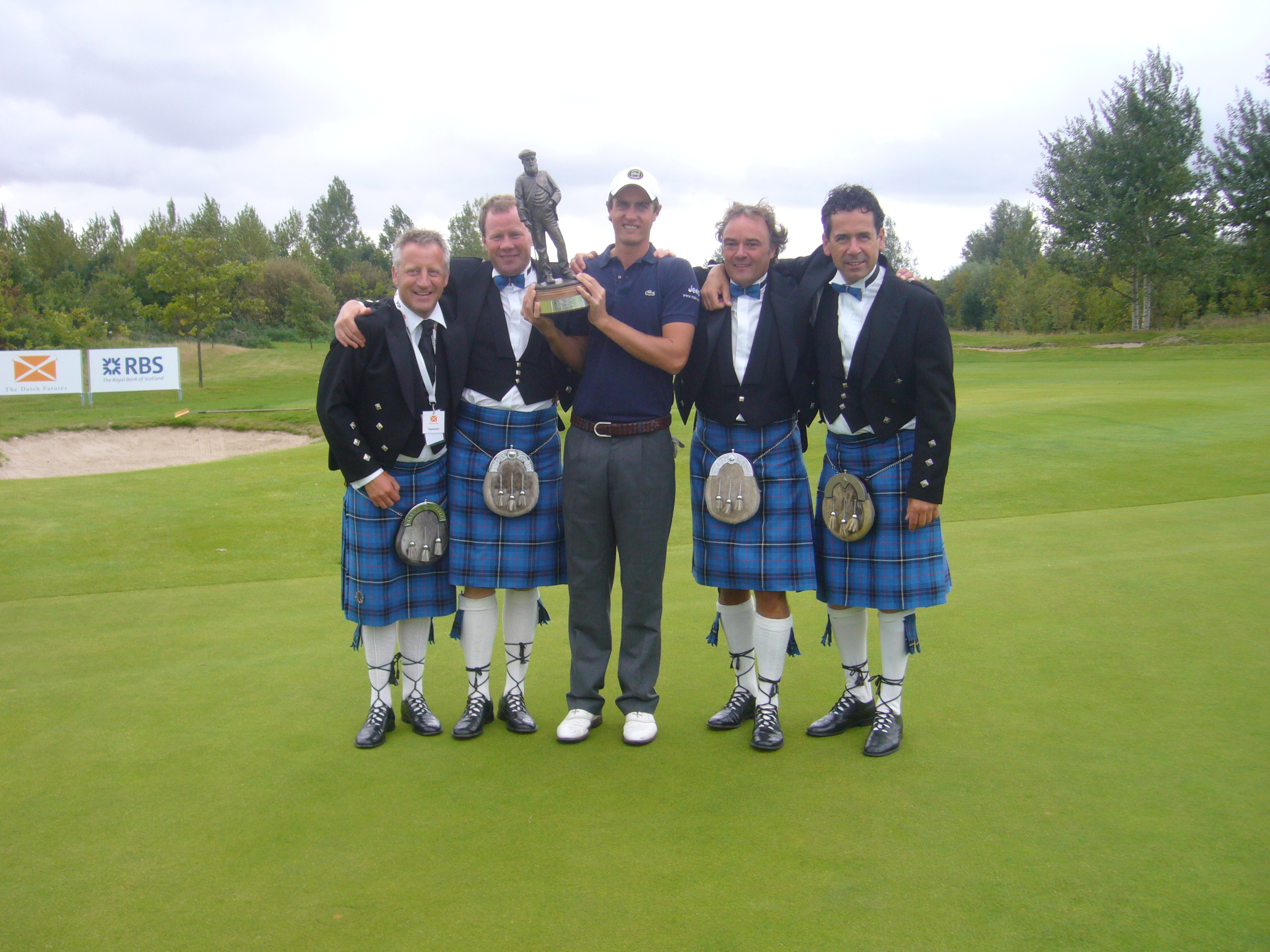
Colsaerts won op Houtrak

De Europese Challenge Tour bestond in 2009 uit 25 toernooien, inclusief de Belgische  Telenet Trophy op de Royal Waterloo Golf Club en de Nederlandse Dutch Futures op Golfclub Houtrak.

## Meervoudige winnaars
Edoardo Molinari won drie toernooien: het Piemonte Open en de Italian Federation Cup in eigen land en het Kazakhstan Open in Almaty. Met zijn broer Francesco Molinari speelde hij een paar keer in de World Cup en in 2010 zelfs de Ryder Cup.

Nicolas Colsaerts was de enige andere meervoudige winnaar,  hij won de SK Golf Challenge in Finland en drie weken later de Dutch Futures op Houtrak. Hij speelde later de World Cup en in 2012 zelfs de Ryder Cup.

## Schema
| Data  | Data  | Toernooi                             | Land        | Winnaar            | OWGR Punten | Info                                  |
| ----- | ----- | ------------------------------------ | ----------- | ------------------ | ----------- | ------------------------------------- |
| 19-03 | 22-03 | Club Colombia Masters                | Colombia    | Alan Wagner (1)    | 12          | telt ook voor de Tour de las Americas |
| 16-04 | 19-04 | Tusker Kenya Open                    | Kenia       | Gary Boyd          | 12          |                                       |
| 30-04 | 03-05 | Moroccan Classic by Banque Populaire | Marokko     | Robert Coles (2)   | 12          |                                       |
| 14-05 | 17-05 | Allianz Open Côtes d'Armor Bretagne  | Frankrijk   | Lee S. James       | 12          |                                       |
| 21-05 | 24-05 | Piemonte Open                        | Italië      | Edoardo Molinari   | 12          |                                       |
| 28-05 | 31-05 | Telenet Trophy                       | België      | François Calmels   | 12          |                                       |
| 04-06 | 07-06 | Kärnten Golf Open                    | Oostenrijk  | Christoph Günther  | 12          | nieuw toernooi                        |
| 11-06 | 14-06 | Challenge of Ireland                 | Ierland     | Robert Coles       | 12          |                                       |
| 18-06 | 21-06 | Saint-Omer Open                      | Frankrijk   | Christian Nilsson  | 18          | telt ook voor de Europese Tour        |
| 25-06 | 28-06 | The Princess                         | Zweden      | Andrew Butterfield | 12          | nieuw toernooi                        |
| 02-07 | 05-07 | Credit Suisse Challenge              | Zwitserland | Peter Baker        | 12          |                                       |
| 09-07 | 12-07 | Allianz EurOpen de Lyon              | Frankrijk   | Alexandre Kaleka   | 12          |                                       |
| 23-07 | 26-07 | SWALEC Wales Challenge               | Wales       | Rhys Davies        | 12          |                                       |
| 30-07 | 02-08 | Scottish Hydro Challenge             | Schotland   | Jamie McLeary      | 12          |                                       |
| 06-08 | 09-08 | SK Golf Challenge                    | Finland     | Nicolas Colsaerts  | 12          |                                       |
| 13-08 | 16-08 | Trophée du Golf de Genève            | Zwitserland | Julien Quesne      | 12          | Pro-Am                                |
| 27-08 | 30-08 | DHL Wroclaw Open                     | Polen       | Eric Ramsay        | 12          |                                       |
| 03-09 | 06-09 | Fred Olsen Challenge de España       | Spanje      | Rhys Davies        | 12          |                                       |
| 10-09 | 13-09 | Dutch Futures                        | Nederland   | Nicolas Colsaerts  | 12          |                                       |
| 17-09 | 20-09 | Kazakhstan Open                      | Kazachstan  | Edoardo Molinari   | 12          |                                       |
| 01-10 | 04-10 | ECCO Tour Championship               | Denemarken  | José-Filipe Lima   | 12          |                                       |
| 08-10 | 11-10 | Allianz Open du Grand Toulouse       | Frankrijk   | John Parry         | 12          |                                       |
| 22-10 | 25-10 | Italian Federation Cup               | Italië      | Edoardo Molinari   | 12          |                                       |
| 28-10 | 31-10 | Apulia San Domenico Grand Final      | Italië      | Peter Whiteford    | 12          |                                       |

## Order of Merit
| Rang | Speler            | Prijzengeld (€) |
| ---- | ----------------- | --------------- |
| 1    | Edoardo Molinari  | 242.980         |
| 2    | José-Filipe Lima  | 134.622         |
| 3    | Nicolas Colsaerts | 128.590         |
| 4    | Rhys Davies       | 113.187         |
| 5    | Peter Whiteford   | 110.593         |

1990 ·
1991 ·
1992 ·
1993 ·
1994 ·
1995 ·
1996 ·
1997 ·
1998 ·
1999 ·
2000 ·
2001 ·
2002 ·
2003 ·
2004 ·
2005 ·
2006 ·
2007 ·
2008 ·
2009 ·
2010 ·
2011 ·
2012 ·
2013 ·
2014